# Németh György (labdarúgó)
Németh György (Budapest, 1953. május 9. –) labdarúgó, kapus.

## Pályafutása
1971 őszén a Honvéd Bem SE játékosa lett. 1973 és 1983 között a Dunaújvárosi Kohász labdarúgója volt. Az élvonalban 1976. augusztus 21-én mutatkozott be a Kaposvári Rákóczi ellen, ahol 1–1-es döntetlen született. Az élvonalban 97 mérkőzésen szerepelt. 1985 nyarán a Keszthelyi Haladás játékosa lett.